# Cruzob
Cruzob (Santa Cruz Indijanci) /Cruzob, Indijanci (svetoga) Križa); od cruz = križ, + ob = ljudi/, jedno od šest glavnih plemena pravih Maya Indijanaca naseljenih na poluotoku Yucatan u Meksiku. Njihovo od najznačajnijih svetih mjesta bio je grad Tulum, a kasnije je to postao Chan Santa Cruz, današnji Felipe Carrillo Puerto. 
Nakon što su nadvladani sredinom 19. stoljeća, raspršili su se po manjim zaseocima na poluotoku gdje i danas žive. Gradić Felipe Carrillo Puerto dobiva naziv po meksičkom guverneru i danas je općinsko središte u državi Quintana Roo.

## Vanjske poveznice
- More About Tulum  Arhivirana inačica izvorne stranice od 3. studenoga 2010. (Wayback Machine)